# Stradomka (dopływ Warty)
Stradomka – rzeka, będąca lewostronnym dopływem Warty, o długości 19,5 km, w tym 9,18 km w obrębie Częstochowy. Powierzchnia zlewni wynosi 256,8 km².
W średniowieczu rzekę nazywano również Żarnową i Ławą.

## Przebieg rzeki
Źródła rzeki znajdują się na zalesionym obszarze Grzbietu Herbskiego w okolicy wsi Puszczew, na terenie Parku Krajobrazowego Lasy nad Górną Liswartą. Płynie na wschód przez Cisie, Blachownię i Łojki, gdzie wpływa na teren Częstochowy. Następnie płynie przez dzielnice Gnaszyn-Kawodrza, Stradom i Ostatni Grosz, po czym wpada do Warty, w okolicy skrzyżowania ul. Krakowskiej z DK1. Na terenie miasta rzeka na całej długości jest uregulowana.
W Blachowni istnieje zbiornik retencyjny o powierzchni 57 ha, który oddziałuje na wyrównanie przepływów, zwłaszcza po krótkotrwałych wezbraniach. Zapora zbiornika znajduje się na 13+060 kilometrze rzeki.
Największymi dopływami Stradomki są: Trzepizurka (Aleksandria), Gorzelanka (8,5 km) i Konopka (18,3 km).